# 上町四丁目停留場
上町四丁目停留場（日语：／ Kamimachi Yon-chome teiryūjō */?），是位於高知縣高知市上町四丁目，屬於土佐電交通伊野線的電車站。

## 歷史
此站在1906年（明治39年）以本町筋四丁目停留場（日语：／）的名義啟用。在1936年（昭和11年），隨著町名變更而改為「本丁筋四丁目」。在1961年（昭和19年），電車站廢止，於3年後的1966年（昭和27年）重開，並改名為上町四丁目。
在1977年（昭和52年）前，此站與鄰站上町二丁目停留場之間曾經設有上町三丁目停留場。上町三丁目停留場與此站同樣，在1906年以本町筋三丁目停留場的名字啟用，後來隨著地方名改為本丁筋三丁目，於1966年改名為上町三丁目。最後在1977年，上町三丁目停留場廢止，上町四丁目停留場於兩電車站中間新設。
- 1906年（明治39年）10月9日 - 土佐電氣鐵道本町筋四丁目停留場啟用[4]。同日，本町筋三丁目停留場也啟用[4]。
- 1936年（昭和11年）8月1日 - 隨著町名改名，電車站改名為本丁筋四丁目停留場和本丁筋三丁目停留場[1][2]。
- 1961年（昭和36年）10月12日 - 本丁筋四丁目停留場獲得廢止許可[1]。
- 1964年（昭和39年）5月21日 - 本丁筋四丁目停留場獲得重開許可[1]。
- 1966年（昭和41年）8月10日 - 隨著實施新地址系統，電車站改名為上町四丁目停留場、上町三丁目停留場[1][2]。
- 1977年（昭和52年）6月20日 - 上町三丁目停留場與上町四丁目停留場合併而廢止[1]，在兩電車站中間新設上町四丁目停留場[2]。
- 2014年（平成26年）10月1日 - 土佐電氣鐵道、高知縣交通（日语：高知県交通）和土佐電Dream Service（日语：土佐電ドリームサービス）合併，土佐電交通成立[5]。成為土佐電交通的電車站。

## 電車站構造
本坐落在共用道路上，設有2面2線的相對式乘車處（千鳥式）。兩月台之間相隔一個路口，路口東邊為播磨屋橋方向月台，西邊為伊野方向月台。

## 電車站周邊
- 鏡川（日语：鏡川）
- 高知上町郵局
- 高知縣營鏡水團地
- 國道33號（日语：国道33号）

## 相鄰電車站
土佐電交通
伊野線
上町二丁目－上町四丁目－上町五丁目

## 注腳
1. 1 2 3 4 5 6 7 8 9 10 11  今尾惠介（監修）. . 11 中国四国. 新潮社. 2009: 60. ISBN 978-4-10-790029-6 （日语）.
2. 1 2 3 4 5  《土佐電鉄が走る街 今昔》34-35頁
3. ↑  . 高知新聞社. 1998: 89. ISBN 4-87503-268-4 （日语）.
4. 1 2  《土佐電鉄が走る街 今昔》98・156-158頁
5. ↑  上野宏人. . 毎日新聞 (毎日新聞社). 2014-10-02 （日语）.
6. ↑  川島令三. . 【図説】 日本の鉄道. 第2巻 四国西部エリア. 講談社. 2013: 40・93頁. ISBN 978-4-06-295161-6 （日语）.